# خين مونغ لاي
خين مونغ لاي (بالبورمية: ခင်မောင်လေး) هو لاعب كرة قدم ميانماري في مركز الهجوم، ولد في 5 يوليو 1954 في ميانمار.

## وصلات خارجية
- خين مونغ لاي على موقع أوليمبيديا (الإنجليزية)